# Trogopterus xanthipes
Trogopterus xanthipes е вид бозайник от семейство Катерицови (Sciuridae), единствен представител на род Trogopterus. Видът е почти застрашен от изчезване.

## Разпространение
Видът е разпространен в южните китайски провинции Хубей, Хунан, Гуейджоу, Съчуан и Юнан.